# Центральный парк культуры и отдыха имени Маяковского
Центральный парк культуры и отдыха (ЦПКиО) имени В. В. Маяковского (неофиц.: Парк Маяковского) — главный парк Екатеринбурга, место отдыха горожан, где проводятся главные мероприятия, связанные с народными гуляниями, а также различные концерты на открытой площадке.

## История
В мае 1933 года на месте бывших купеческих дач, в излучине Исети, где в бывшей Мещанской роще ещё в XIX веке традиционно устраивались народные гулянья, был основан Свердловский Центральный парк культуры и отдыха. Парк получил имя В. В. Маяковского в честь 40-летия поэта и пятилетия посещения им Свердловска.
Официальное открытие парка состоялось 18 июня 1933 года (постановление ГИК № 2416 от 08.06.1933).
Свердловский ЦПКиО им. Маяковского (архитекторы Шишов Л. В., Лантратов П. И. и другие) расположился в сосновом бору на окраине города, в то время его площадь составляла 133 га. В настоящее время площадь парка составляет 94 гектара, 70 из них — лесной массив. Первые 10—12 лет парк был просто зоной отдыха на природе в черте города. Посередине парка рядом с центральной аллеей располагался небольшой пруд, имелись танцверанда с летней эстрадой и три аттракциона. В 1936 году на территории парка был построен кинотеатр, а в левой части центральной площади летний цирк.
С началом Великой Отечественной войны парк прекратил работу, его территория использовалась в качестве полигона для мотострелкового разведывательного батальона Уральского добровольческого танкового корпуса. В 1943 году парк возобновил работу. В честь героев батальона в 1995 году на Мемориальной площади парка был установлен памятник в форме мотоциклетного колеса (арх. Голубев Г. А.), включённый в сборник «Монументы и памятники воинской доблести и славы» историко-культурным Центром при Правительстве Российской Федерации. В дальней части парка долгие годы находилась памятная каменная стела, посвящённая этому батальону. Местность вокруг неё никак не обустраивалась и постепенно заросла кустами.
В период с 1950 по 1960 годы парк пережил основательную реконструкцию: центральная аллея переместилась влево, были построены кирпичные здания, арки центрального входа и дирекции. В 1957 году в парке была установлена скульптура В. В. Маяковского. На территории парка был построен кинотеатр, как и парк, он носит имя В. В. Маяковского.
В 1950-е годы парк стал одним из ведущих парков РСФСР.

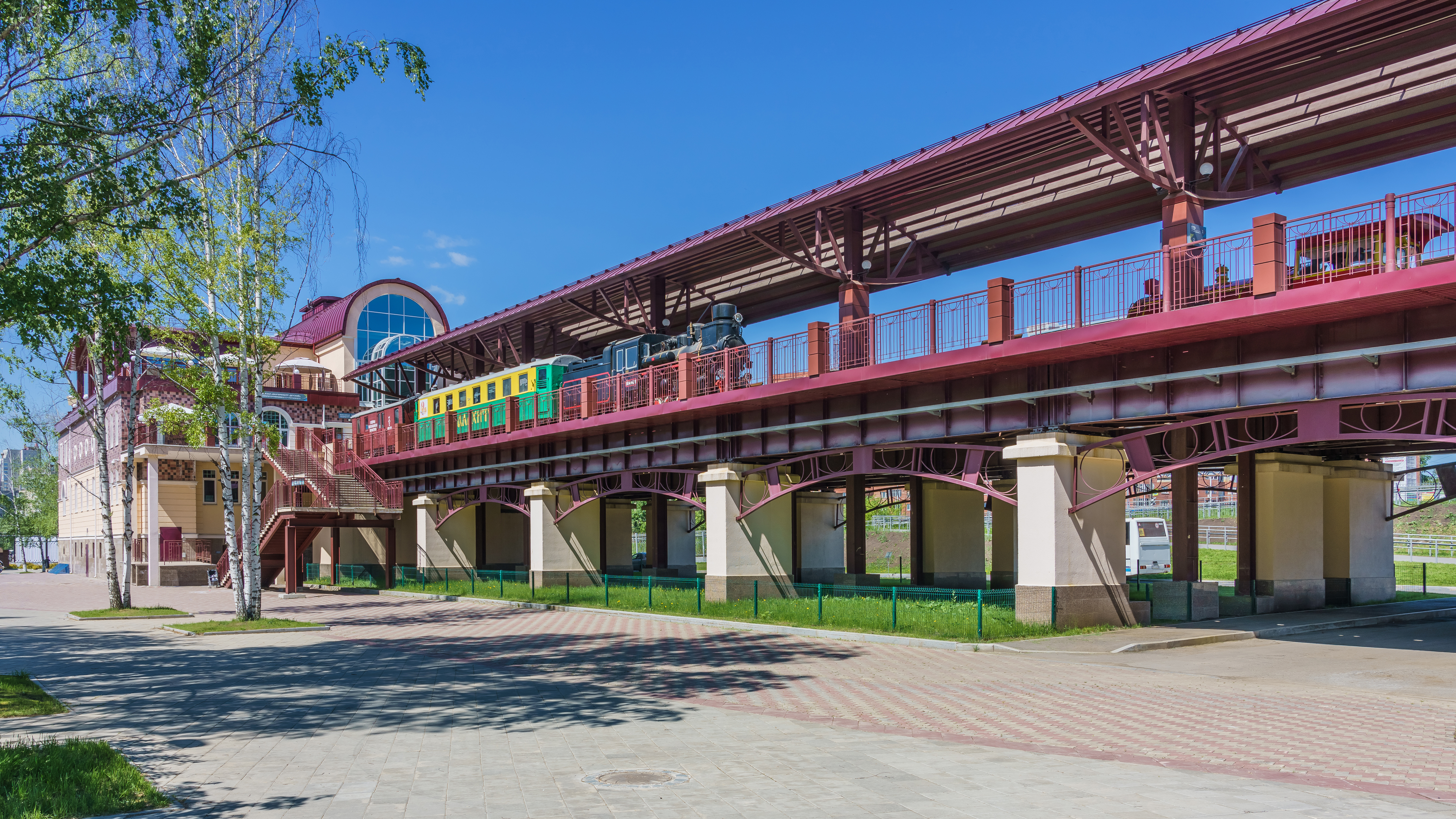
Вокзал Малой Свердловской железной дороги в парке ЦПКиО

В 1957 году парку присвоено звание «Парка отличного отдыха» и за последние десять лет ему трижды присваивалось звание «Лучший парк культуры и отдыха». 28 августа 1963 года у Центрального входа открылся Планетарий (ныне закрытый), где демонстрировалось звёздное небо на всех широтах, суточное вращение звёзд, расположение планет круглый год.
В 1960 году на территории парка начала свою деятельность Малая Свердловская железная дорога имени Н. А. Островского.
Парк занимал первые места в социалистическом соревновании парков страны, а к 100-летию со дня рождения В. И. Ленина он навечно получил Красное знамя. Парк имеет много Всесоюзных грамот за физкультурно-оздоровительную работу. С 1970-х годов в деятельность парка широко вошла тема мира, проведено 11 антивоенных митингов, 5 раз были собраны подписи посетителей под письмом «В защиту мира», обращённых в штаб-квартиру НАТО и президенту США.
В 1991 году парк пополнился аттракционом «Городок сказок».
В 2001 году площадь территории парка составляла 130 гектар, действовало 37 аттракционов, зал игровых автоматов, комната смеха, обзорное колесо, эстрадный театр на 2200 мест, а также зимний клуб. Количество посетителей в год в этот период достигало 4,5 млн.

## Основные мероприятия
Основные мероприятия проводятся на Новый год, Масленицу, на День города и в дни официальных праздников.
В парке действуют:
- летний театр эстрады,
- парк аттракционов для детей и взрослых,
- игровые зоны для детей,
- детская железная дорога,
- светомузыкальный фонтан,
- аллея с современными авторскими скульптурами.

Значительную территорию парка занимает лесопарковая зона, зимой работает лыжная база (прокат лыж), один из самых больших катков в городе (4500 м).

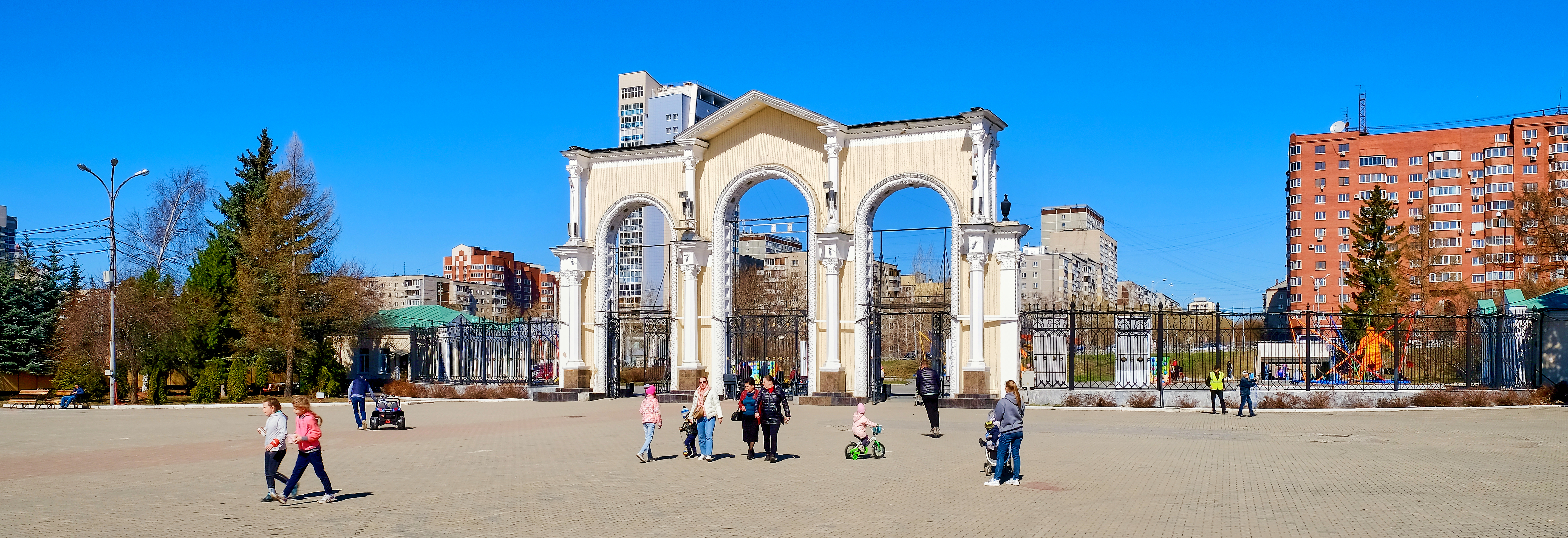
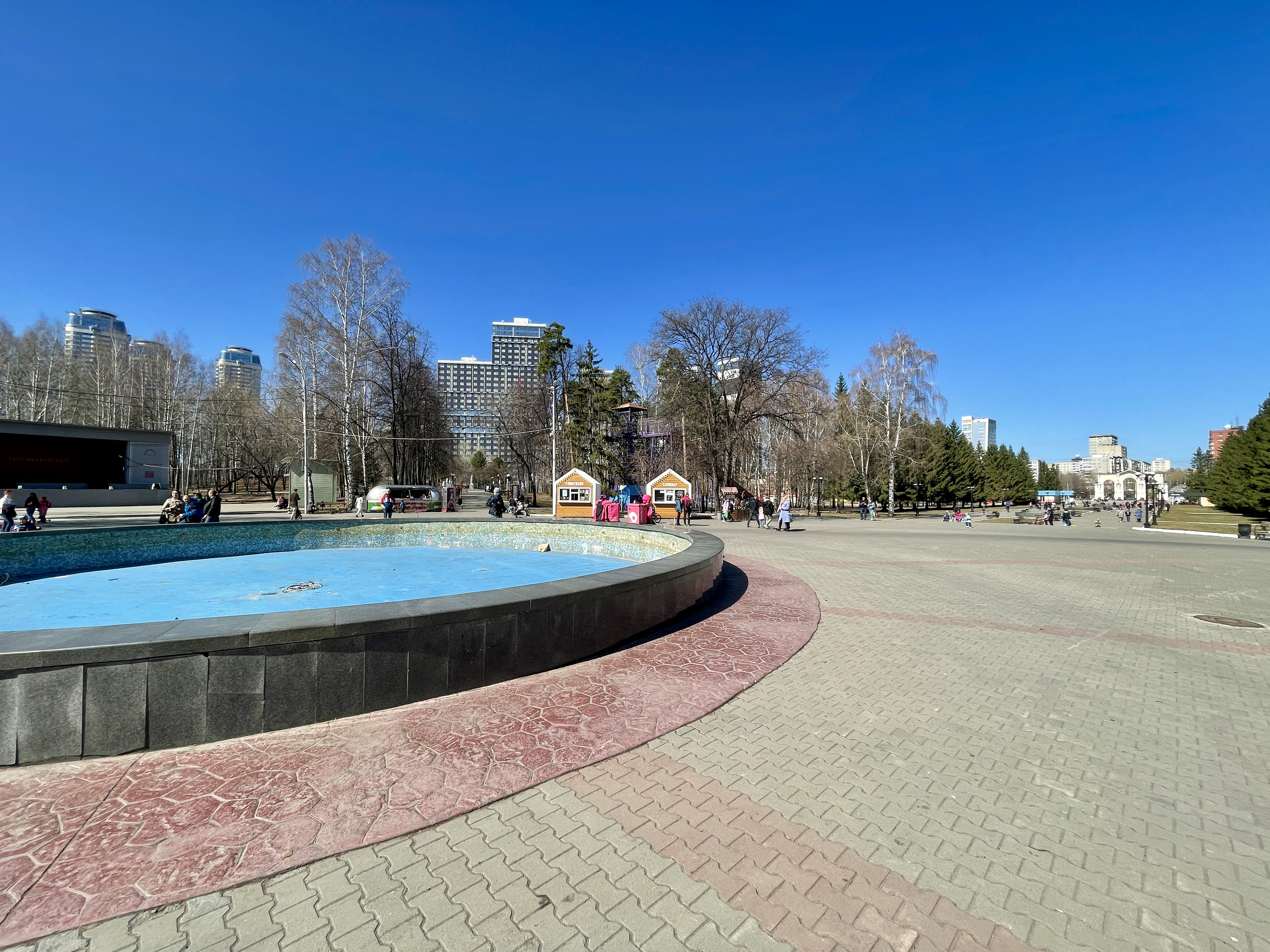
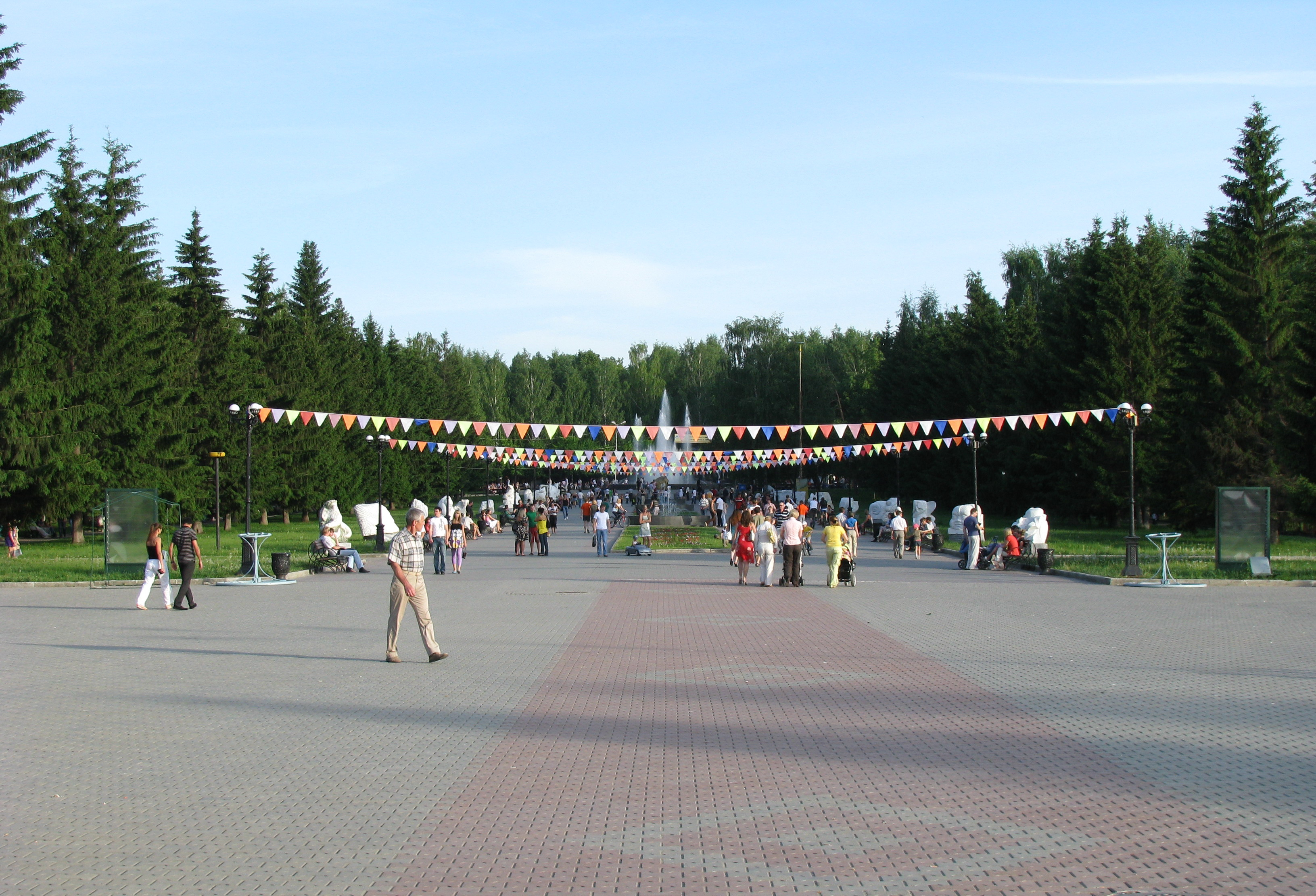
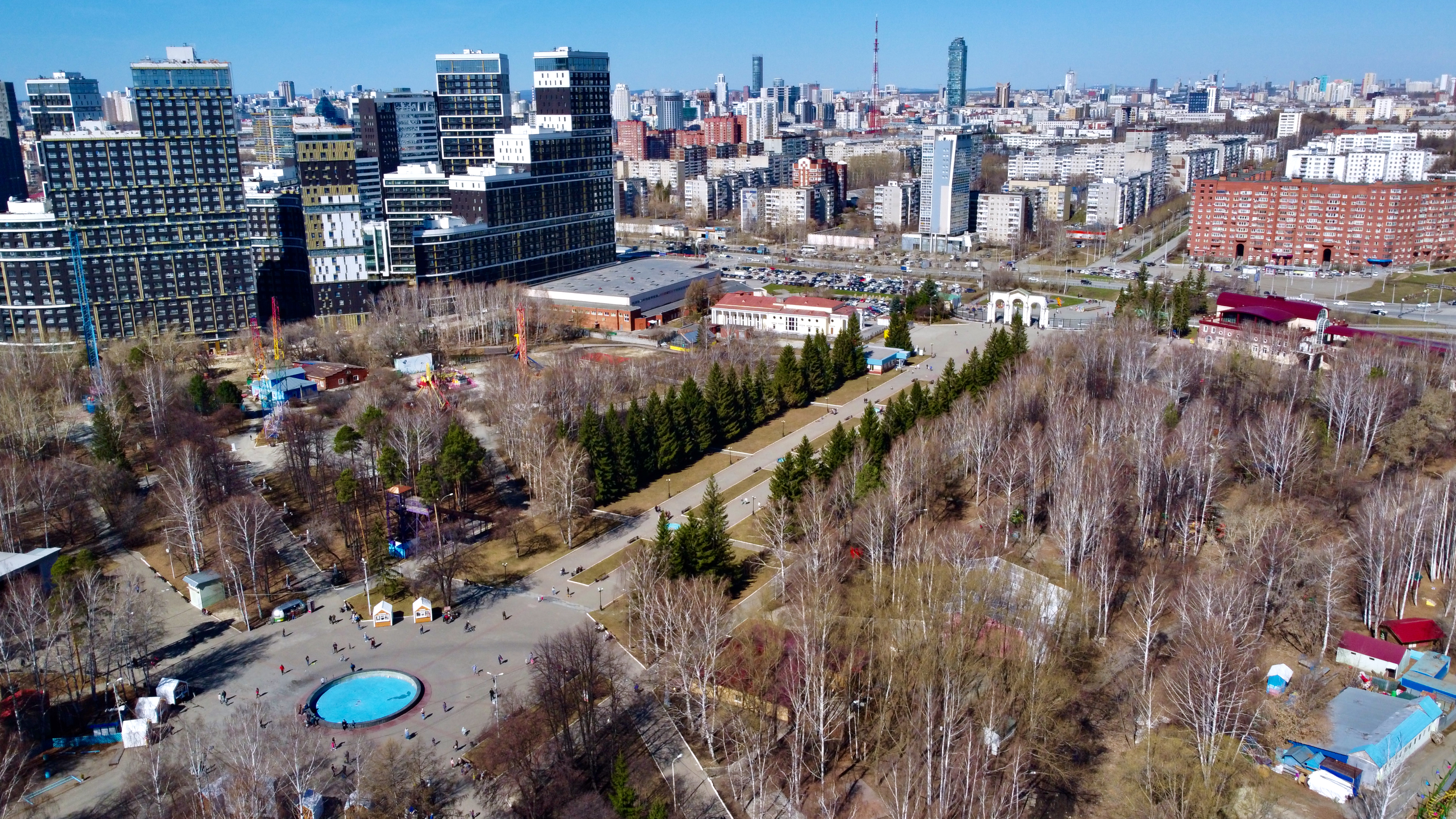
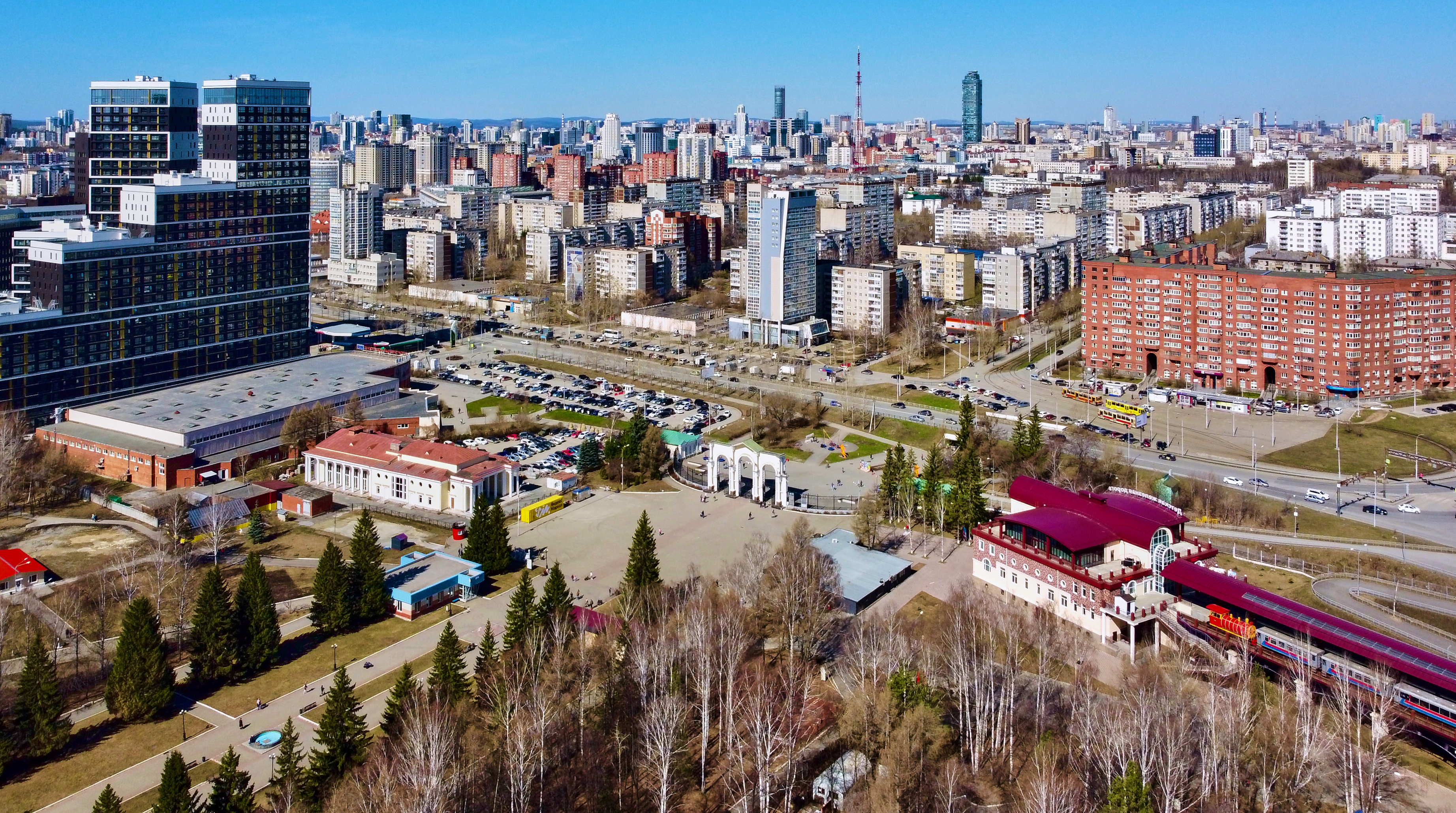
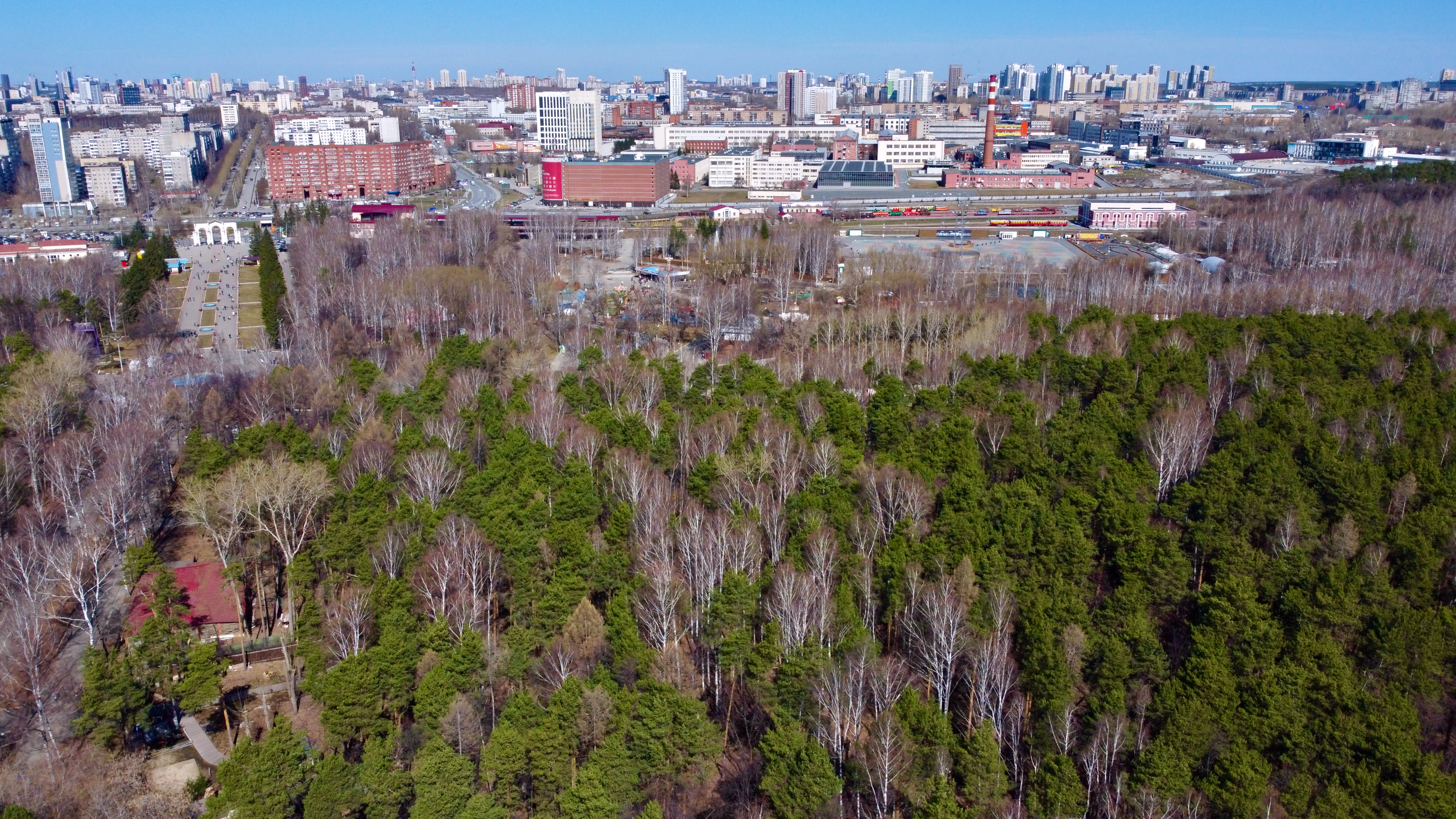